# Kotlina Olzy
Kotlina Olzy – region geograficzny o krajobrazie doliny rzecznej położony na Podkarpaciu Północnym, część Kotliny Ostrawskiej. Obejmuje dolinę rzeki Olzy na pograniczu polsko-czeskim w okolicach miasta Karwina. Wyodrębniony jako mezoregion z indeksem 512.12 w ramach regionalizacji fizycznogeograficznej Polski z 2018 roku wykonanej przez międzyuczelniany zespół geografów pod kierownictwem Jerzego Solona.
W granicach Polski region obejmuje dwa niewielkie, izolowane od siebie fragmenty koło wsi Godów i Pogwizdów, zajmujące łącznie powierzchnię 6 km². Godowski fragment Kotliny Olzy graniczy z Płaskowyżem Rybnickim, fragment pogwizdowski przylega do Wysoczyzny Kończyckiej i Pogórza Śląskiego. Pod względem rzeźby terenu jest to płaskie dno doliny Olzy, ograniczone skarpami i osiągające przedział wysokości 200–265 m n.p.m. Naturalne dla regionu gleby madowe i lasy łęgowe zachowały się tutaj jedynie punktowo, z uwagi na intensywną działalność przemysłowo-osadniczą człowieka, w tym funkcjonowanie Kopalni Węgla Kamiennego „Morcinek” w Kaczycach.
W podziale regionalnym Polski Jerzego Kondrackiego omawiany region nie jest wyszczególniony, będąc tam włączonym do mezoregionu Wysoczyzny Kończyckiej. Według regionalizacji Czech autorstwa zespołu geografów pod kierownictwem Jaromíra Demka, dolina Olzy koło Karwiny wchodzi w skład subregionu Ostravská niva w mezoregionie Ostravská pánev.